# Половньова Анна Євгенівна
Анна Євгенівна Половньова (рос. Анна Евгеньевна Половнева; нар. 4 червня 1984, Назарово, Назаровський район, Красноярський край) — російська борчиня вільного стилю, чемпіонка Європи, переможець та бронзова призерка Кубків світу. Заслужений майстер спорту Росії з вільної боротьби.

## Біографія
Боротьбою почала займатися з 1994 року. Перший тренер — Євген Лук'янов. Після закінчення середньої школи переїхала до Красноярська і займалася у тренера Віктора Райкова. У 2000 році була залучена до кадетської збірної команди Росії. Була чемпіонкою світу серед юніорів 2003 року та чемпіонкою Європи серед кадетів 2000 року. Виступала за спортивний клуб військово-повітряних сил (Красноярськ). Чемпіонка Росії 2002, 2003 і 2013 років. Срібна (2007) та бронзова (2008,2011, 2012) призерка чемпіонатів Росії.
У першій збірній команді Росії з 2002 до 2013 року.
Завершила спортивну кар'єру у 2013 році.
Закінчила Інститут спортивних єдиноборств ім. І. С. Яригіна Красноярського державного педагогічного університету.
Мешкає у Красноярську. З 2014 року працює старшим тренером спортивної збірної команди Красноярського краю зі спортивної боротьби (дисципліна — вільна боротьба — жінки) у КДАУ "РЦСП «Академія боротьби імені Д. Г. Міндіашвілі». Паралельно з 2014 року стала тренером молодіжної збірної Росії з вільної боротьби.
У місті Назарово щорічно проводиться відкритий крайовий турнір з вільної боротьби серед дівчат на призи Анни Половньової.

## Спортивні результати на міжнародних змаганнях

### Виступи на Чемпіонатах світу
| Змагання                        | Збірна | Вагова категорія          | Місце |
| ------------------------------- | ------ | ------------------------- | ----- |
| Чемпіонат світу з боротьби 2002 | Росія  | жіноча боротьба, до 63 кг | 15    |
| Чемпіонат світу з боротьби 2005 | Росія  | жіноча боротьба, до 63 кг | 5     |

### Виступи на Чемпіонатах Європи
| Змагання                         | Збірна | Вагова категорія          | Місце  |
| -------------------------------- | ------ | ------------------------- | ------ |
| Чемпіонат Європи з боротьби 2007 | Росія  | жіноча боротьба, до 67 кг | Золото |
| Чемпіонат Європи з боротьби 2011 | Росія  | жіноча боротьба, до 59 кг | 11     |
| Чемпіонат Європи з боротьби 2012 | Росія  | жіноча боротьба, до 59 кг | 5      |

### Виступи на Кубках світу
| Змагання                    | Збірна | Вагова категорія          | Місце  |
| --------------------------- | ------ | ------------------------- | ------ |
| Кубок світу з боротьби 2002 | Росія  | жіноча боротьба, до 63 кг | 5      |
| Кубок світу з боротьби 2003 | Росія  | жіноча боротьба, до 63 кг | 7      |
| Кубок світу з боротьби 2004 | Росія  | жіноча боротьба, до 63 кг | Бронза |
| Кубок світу з боротьби 2005 | Росія  | жіноча боротьба, до 63 кг | 4      |
| Кубок світу з боротьби 2006 | Росія  | жіноча боротьба, до 63 кг | 4      |
| Кубок світу з боротьби 2007 | Росія  | жіноча боротьба, до 63 кг | 6      |
| Кубок світу з боротьби 2011 | Росія  | жіноча боротьба, до 59 кг | Золото |

### Виступи на інших змаганнях
| Змагання                                       | Збірна | Вагова категорія          | Місце  |
| ---------------------------------------------- | ------ | ------------------------- | ------ |
| Міжнародний меморіал Дейва Шульца 2007         | Росія  | жіноча боротьба, до 63 кг | Бронза |
| Klippan Lady Open 2007                         | Росія  | жіноча боротьба, до 63 кг | 5      |
| Золотий Гран-прі з боротьби 2011 (Красноярськ) | Росія  | жіноча боротьба, до 59 кг | Золото |
| Гран-прі Туркуена з боротьби 2011              | Росія  | жіноча боротьба, до 59 кг | Срібло |
| Золотий Гран-прі з боротьби 2012 (Красноярськ) | Росія  | жіноча боротьба, до 59 кг | Золото |
| Київський Міжнародний турнір з боротьби 2012   | Росія  | жіноча боротьба, до 59 кг | Бронза |
| Золотий Гран-прі з боротьби 2012 (Баку)        | Росія  | жіноча боротьба, до 59 кг | 7      |
| Гран-прі «Іван Яригін» 2013                    | Росія  | жіноча боротьба, до 59 кг | Срібло |
| Київський Міжнародний турнір з боротьби 2013   | Росія  | жіноча боротьба, до 59 кг | Золото |

### Виступи на змаганнях молодших вікових груп
| Змагання                                       | Збірна | Вагова категорія          | Місце  |
| ---------------------------------------------- | ------ | ------------------------- | ------ |
| Чемпіонат Європи з боротьби серед кадетів 2000 | Росія  | жіноча боротьба, до 60 кг | Золото |
| Чемпіонат світу з боротьби серед юніорів 2003  | Росія  | жіноча боротьба, до 63 кг | Золото |
| Чемпіонат Європи з боротьби серед юніорів 2004 | Росія  | жіноча боротьба, до 63 кг | 9      |